# Brotfabrik (Berlin)

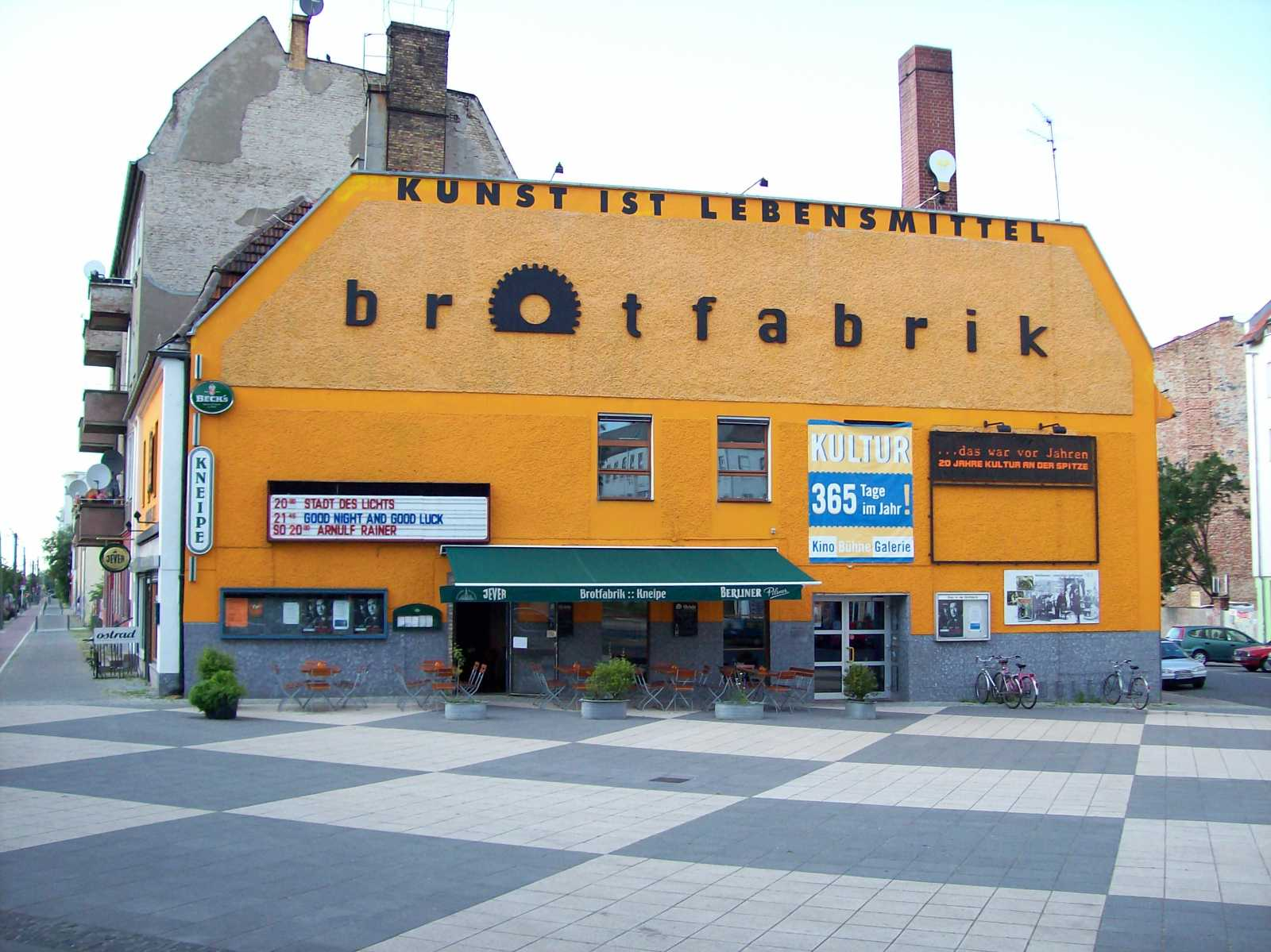
Die Brotfabrik im Juni 2006

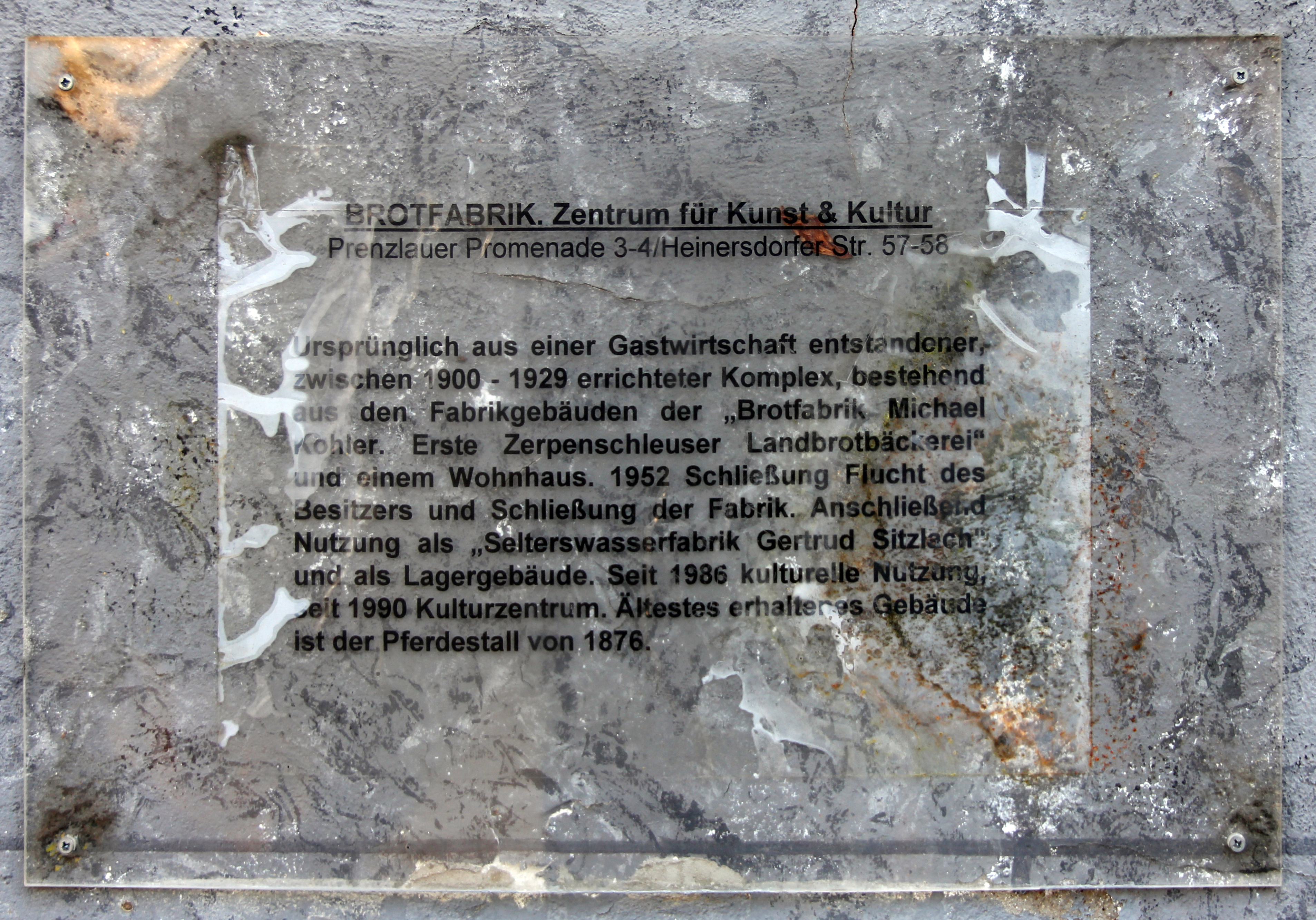
Gedenktafel am Caligariplatz, in Berlin-Weißensee

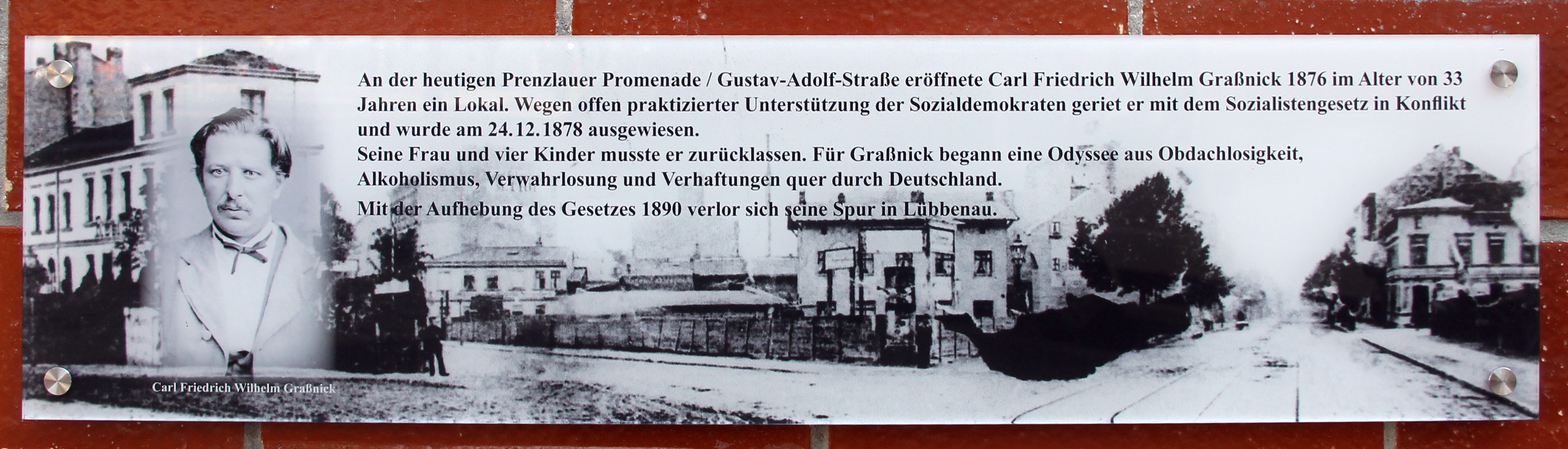
Gedenktafel am Haus, Caligariplatz, in Berlin-Weißensee

Die Brotfabrik ist ein Berliner Kunst- und Kulturzentrum. Es liegt am Caligariplatz im Ortsteil Weißensee an der Weißenseer Spitze, in der Nähe der Kreuzung der Prenzlauer Allee und der Wisbyer Straße/Ostseestraße. Heute befinden sich darin eine Galerie junger osteuropäischer Fotokunst, eine Bühne, ein Kino und eine Kneipe. Die Veranstaltungen in den Sparten Bildende Kunst, Darstellende Kunst, Film und Literatur werden vom Glashaus e. V. getragen. Die Kulturveranstaltungen der Brotfabrik wurden in den letzten Jahren mehrfach ausgezeichnet. Jörg Fügmann ist der Geschäftsführer.

## Geschichte

### Gründung bis 1970
Der Weißenseer Bäckermeister Kohler gründete 1890 seine Bäckerstube in der damaligen Prenzlauer Chaussee 3–4 unter dem Namen „Brotfabrik Michael Kohler. Erste Zerpenschleuser Landbrotbäckerei“. Die eigentliche Brotfabrik wurde allerdings erst 1914 mit 60.000 Mark Baukosten errichtet. Das Gebäude wurde 1929 erweitert. Im Zweiten Weltkrieg wurde es leicht beschädigt; Trümmer aus dieser Zeit wurden bei Bauarbeiten 1992 gefunden. Nachdem 1952 der Bäckermeister der Brotfabrik nach West-Berlin geflüchtet war, wurde sie geschlossen und ihre Gebäude aufgeteilt, unter anderem als Selterswasserfabrik und als Laden für Berufsbekleidung. Nach Aufgabe der Selterswasserfabrik 1970 wurde das Hauptgebäude als Lager für eine Großküche genutzt, im ehemaligen Bäckerladen wurden Süßwaren verkauft.

### Vorwendezeit: Die 1980er
Die Kunsthochschule Weißensee interessierte sich 1985 für das Gebäude, um dort einen hauseigenen Jugendklub zu errichten. Die Dozenten der Kunsthochschule kooperierten beim Umbau mit einem sächsischen Baubetrieb; für den Hausbetrieb kam die Kommune Weißensee auf. Der Jugendklub wurde am 6. März 1986 unter dem Namen „An der Weißenseer Spitze“ eröffnet und entwickelte sich in den nächsten Wochen zu einem kulturellen Anziehungspunkt, an dem Konzerte, Diskotheken, Ausstellungen, Lesungen, Diskussionen und Theateraufführungen stattfanden. Als der Jugendklub am 8. Mai desselben Jahres aus politischen Gründen geschlossen wurde, zog sich die Kunsthochschule Weißensee aus dem Gebäude zurück und der Stadtbezirk Weißensee übernahm es als kommunale Einrichtung. Am 1. April 1987 öffnete der Jugendklub erneut. Neben den künstlerischen Tätigkeiten kam ein Café dazu, allerdings mussten die Diskotheken- und Livemusik-Veranstaltungen nach einer Beschwerde der anliegenden Bewohner im Dezember eingestellt werden. Dafür erweiterte sich das Off-Theater-Angebot und es entstand auch eine eigene Theatergruppe, das „Theater an der Spitze“. In den folgenden Jahren entwickelten sich durch Baumaßnahmen auch Zirkel für Bildhauerei und Keramik sowie Vorbereitungskurse für Malen und Zeichnen, die von der Kunsthochschule Weißensee angeboten wurden. Ab 1988 richtete der Jugendklub auch außer Haus Rockkonzerte aus: auf der Freilichtbühne Weißensee, im Kino Toni, im Kulturhaus Treptow und im Jugendklub Langhansstraße.
Um auch Ausstellungen durchzusetzen, die ansonsten nicht genehmigt worden wären, wurde 1989 der Galeriebeirat aus bildenden Künstlern und freischaffenden Kunstwissenschaftlern gegründet. Dadurch nahm die Zahl der politischen Diskussionen im Hause zu, insbesondere über literarische Veranstaltungen. Zur Popularität der Brotfabrik trug auch die Hofbegrünung bei, die mit Unterstützung von Soldaten der UdSSR-Streitkräfte vonstattenging. Nach dem Mauerfall ließ der Stadtbezirk Weißensee der Brotfabrik in der Gestaltung ihres Programms völlig freie Hand und so konnten Überlegungen zu einer basisdemokratischen Umstrukturierung der Brotfabrik reifen. In kurzer Zeit erarbeiteten Mitarbeiter und Freunde der Brotfabrik ein Konzept, nach dem die verschiedenen Projekte unabhängig voneinander, inhaltlich anspruchsvoll und gleichberechtigt eingebunden wurden. Das neue Projekt startete am 15. Mai 1990 unter dem Namen „Brotfabrik“, der an den Ursprung des Gebäudes erinnern soll.

### Nachwendezeit: Die 1990er

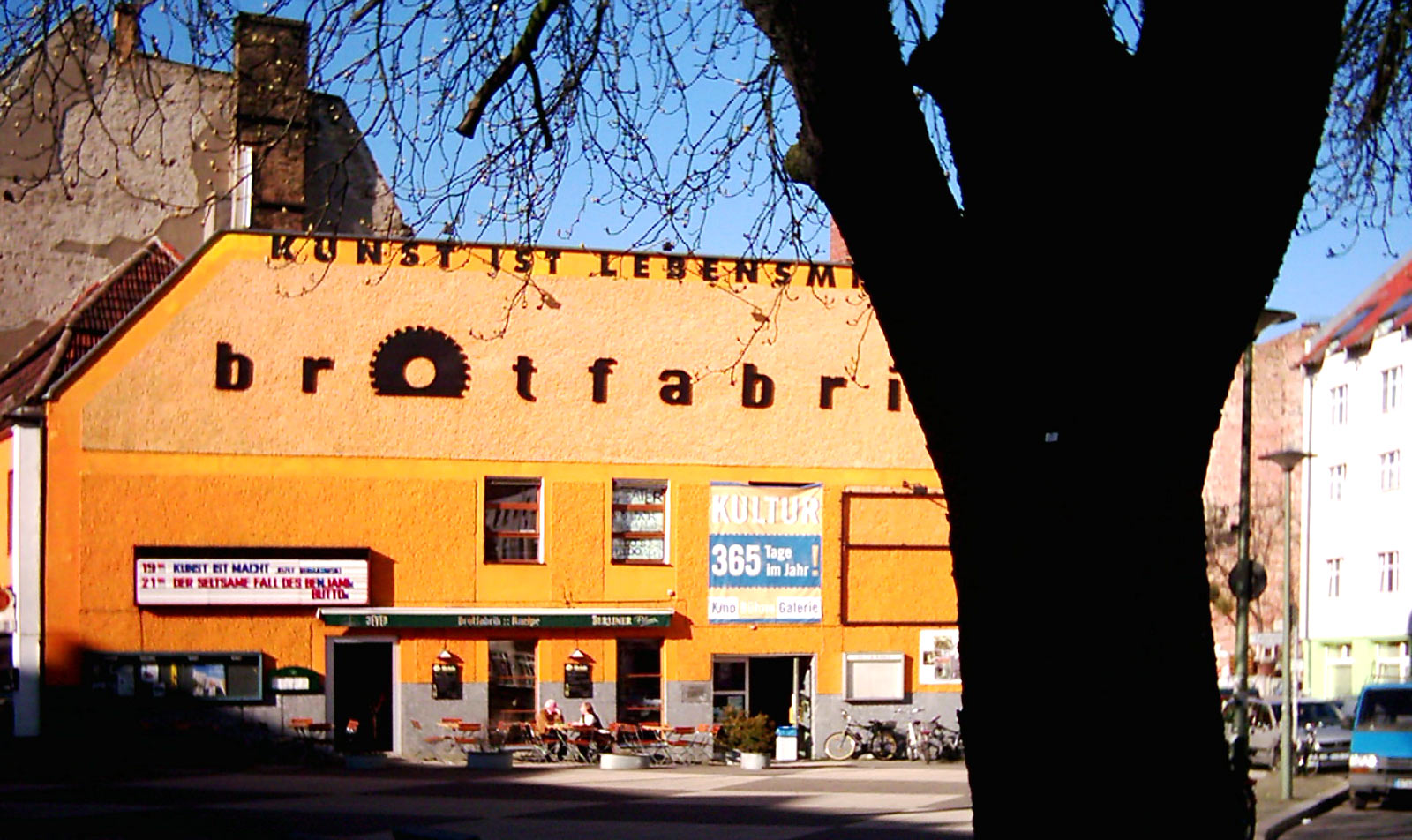
Im April 2009

Nach der Wende fanden Lesungen, Theateraufführungen und Ausstellungen statt, die unter der früheren Regierung nicht möglich gewesen wären. So lasen beispielsweise Max Goldt, Thomas Sabottka und Wiglaf Droste in der Brotfabrik. Nach einer Unterschriftenaktion im Februar 1990 sprach der Runde Tisch Weißensee die Räume des ehemaligen Bäckerladens ebenfalls der Brotfabrik zu. Mitte des Jahres wurde das Gebäude dem Kulturamt Weißensee zugeordnet, und kurz vor seiner Auflösung im Herbst stellte der Magistrat 100.000 DM für Kino und Theater zur Verfügung. Das Theater an der Spitze wurde so zum e. V. „Glashaus. Verein der Nutzer der Brotfabrik e. V.“
Im Februar 1991 wurde in den ehemaligen Galerieräumen ein Kino mit 55 Plätzen eingerichtet, für dessen technische Ausstattung die oben genannten Magistratsmittel aufgewendet wurden. Seinen Popularitätsschub verdankte das Kino in der Brotfabrik unter anderem der Tatsache, dass es das erste Ostberliner Programmkino war. Es erfolgten Auszeichnungen vom Bundesministerium des Innern.
Die Galerie zog im April 1991 in die ausgebauten ehemaligen Pferdeställe um. Sie stellt seitdem junge deutsche und osteuropäische Photographie aus. Sie wurde rasch als Fotogalerie einem Publikum über Berlin hinaus bekannt. Im Oktober eröffnete hier der Filmemacher Peter Greenaway eine Ausstellung mit seinen Arbeiten.
Obwohl die Besucherzahlen in den nächsten Jahren stiegen, verringerte sich die Mitarbeiterzahl. Die Sanierung der Räume im Jahr 1994 mussten vom Verein allein ausgeführt und finanziert werden. Die Bauvorhaben der nächsten Jahre galten den Sanitäranlagen und dem Foyerbereich und mussten ebenfalls vom Verein getragen werden. Die Arbeiten kamen insgesamt 1997 zum Abschluss. Gemeinsam mit dem Verein richtete das Kulturamt Weißensee 1996 das „Theaterpädagogische Studio“ ein, das Kinder und Jugendliche an das Theater heranführte und einige Stücke produzierte. Ein zeitgleicher Versuch der Bühne der Brotfabrik, in der Kleinkunstszene Fuß zu fassen, stellte sich als Misserfolg heraus. 1997 eröffnete der Verein die neue Bühne der Brotfabrik, der sich bereits Anfang 1998 als rentabel erwies. Im selben Jahr aber wurde das „Theaterpädagogische Studio“ aufgelöst, weil der letzte kommunale Mitarbeiter versetzt worden war.

### Gegenwärtige Entwicklungen

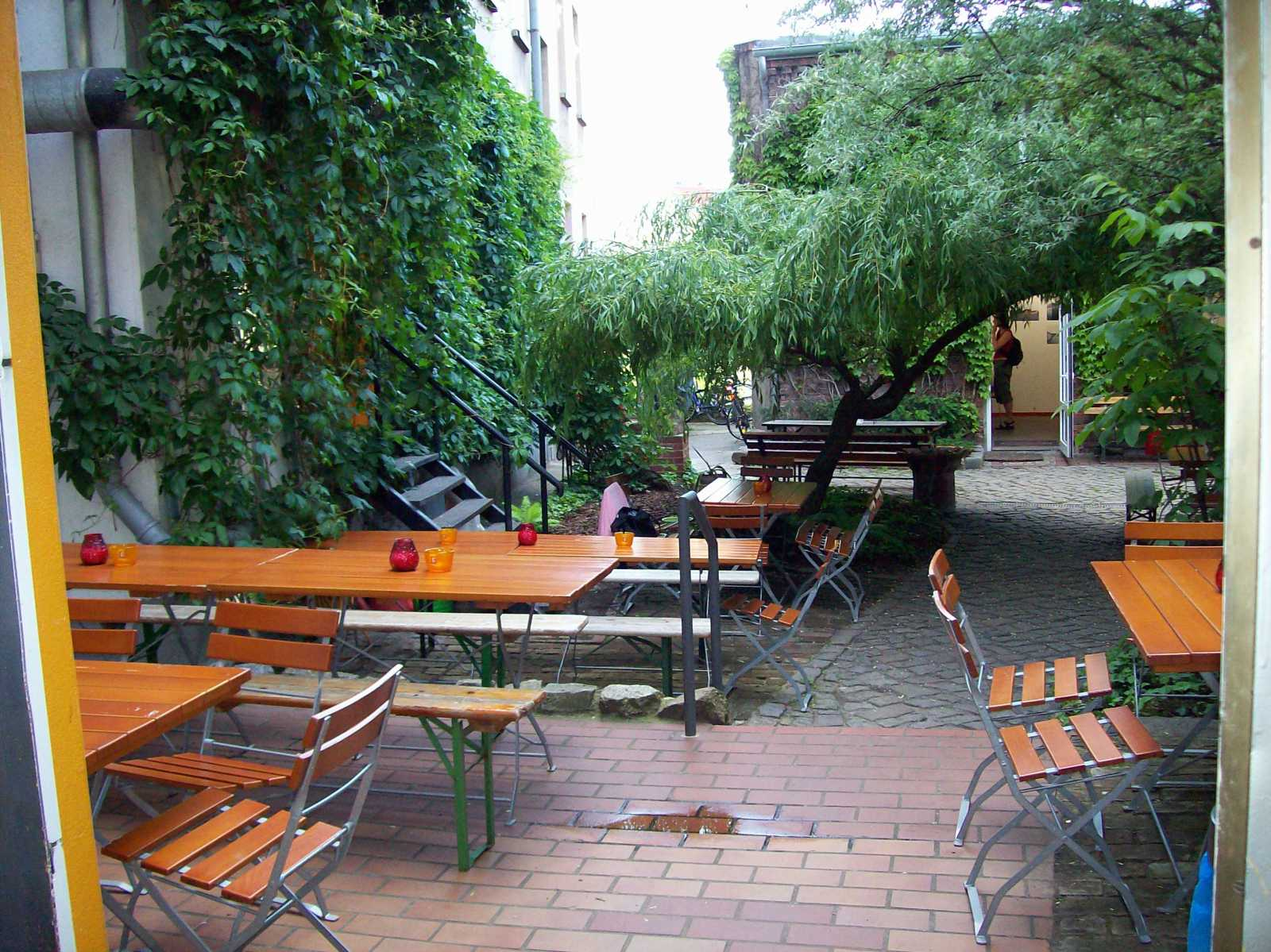
Innenhof der Brotfabrik im Juni 2006.

Nach einer Renovierung und Umgestaltung der Theaterräume begann im August 1998 ein neues Projekt, die „JugendMedienEtage“, die gemeinschaftlich vom Kulturamt Weißensee und der ProKultur gGmbH veranstaltet wurde. Dieses Projekt war eines der dynamischsten bisher: Es gründete zwei Schülerzeitungen, ein Jugendfotolabor und im Juni 1999 ein Jugendinternetcafé. Der Verein Glashaus e. V. wurde 1999, 2000, 2001, 2002 und 2003 für sein herausragendes Kinoprogramm mit dem Filmprogrammpreis Berlin-Brandenburg ausgezeichnet.
Die Galerie wurde zunächst vier ehrenamtlichen Mitarbeitern anvertraut, dann mit dem Kino und dem Filmarchiv „ex.oriente.lux“ zum Bereich Medien vereinigt. (Das Filmarchiv sammelt diejenigen Kunst- und Künstlerfilme aus der DDR, die neben dem staatlichen Filmmarkt entstanden.) Durch einen strikten Sparkurs gelang es, den Haushalt zu stabilisieren. Zum zehnjährigen Jubiläum wurde die Brotfabrik 2000 mit dem Freiherr-vom-Stein-Preis der Alfred-Toepfer-Stiftung in Hamburg ausgezeichnet. Nachdem der Pächter des Cafés im selben Jahr aufgegeben hatte, übernahm der Glashaus e. V. die Räume und begann mit dem Umbau zur Kneipe der Brotfabrik.
Der Platz vor der Brotfabrik wurde 2002 auf Antrag der Glashaus e. V. Caligariplatz benannt. Die Brotfabrik rief unter Studenten der Universität der Künste, der Kunsthochschule Weißensee und der Technischen Universität Dresden einen Wettbewerb zur Gestaltung des Platzes aus, aus dem zwei Dresdner Studentinnen als Sieger hervorgingen. Ihr Entwurf eines rhombenförmigen Schachbrettmusters wurde bei der Senatsbauverwaltung und beim Tiefbauamt Pankow angemeldet.